# البیاک، لات
البیاک، لات (به فرانسوی: Albiac, Lot) یک کامین در فرانسه است که در Canton of Lacapelle-Marival واقع شده‌است.

## خصوصیات
البیاک ۳٫۸۳ کیلومترمربع مساحت و ۸۵ نفر جمعیت دارد و ۳۸۶ متر بالاتر از سطح دریا واقع شده‌است.